# Davidijordania
Davidijordania is een geslacht van straalvinnige vissen uit de familie van puitalen (Zoarcidae).

## Soorten
- Davidijordania brachyrhyncha (Schmidt, 1904)
- Davidijordania jordaniana Schmidt, 1936
- Davidijordania lacertina (Pavlenko, 1910)
- Davidijordania poecilimon (Jordan & Fowler, 1902)
- Davidijordania yabei Anderson & Imamura, 2008